# Raalte
Raalte (nederländsk lågsaxiska: Raolte) är en stad och kommun i regionen Salland, i provinsen Overijssel i Nederländerna. Kommunens totala area är 172,29 km² (där 1,30 km² är vatten) och invånarantalet är på 37 911 invånare (2021).